# 北海镇
北海镇，是中华人民共和国云南省保山市腾冲市下辖的一个镇。
2022年6月16日，云南省人民政府批准北海乡撤乡设镇，7月15日正式挂牌。

## 行政区划
北海镇下辖以下地区：
新乐社区村、花园村、打苴村、双坡村、竹坝村、下村社区村、盈河村、富裕村和双海村。

## 中国传统村落
2013年8月，横寨被评为第二批中国传统村落。